# Gabriele Finaldi

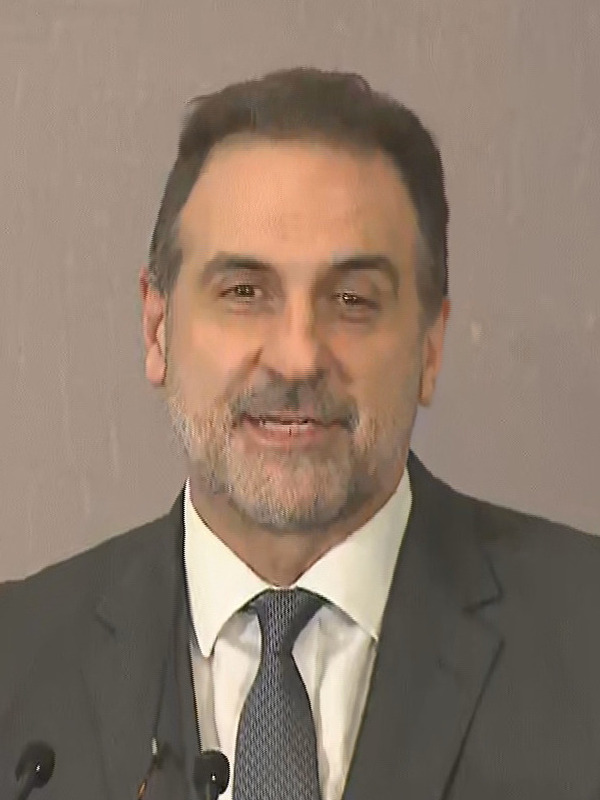
Gabriele Finaldi (2023)

Sir Gabriele Finaldi (* 28. November 1965 in London) ist ein britischer Kunsthistoriker und Museumsleiter.     

## Leben
Gabriele Finaldi stammt aus einer italienisch-britischen Familie. Er besuchte das Dulwich College und studierte Kunstgeschichte am  Courtauld Institute of Art, wo er 1995 über den spanischen Barockmaler Jusepe de Ribera promoviert wurde. Seit 1992 arbeitete er an der National Gallery in London und betreute dort die italienische und spanische Malerei. 1995 kuratierte er eine Ausstellung spanischer Stillleben, 1997 sorgte er für den Ankauf von Francisco de Zurbaráns Bild Eine Tasse Wasser und eine Rose auf einem Silberteller. 
1997 kuratierte er eine Ausstellung von italienischen Barockbildern der Sammlung Denis Mahons. Für die Ausstellung Seeing Salvation von Neil MacGregor bearbeitete er den Katalog.

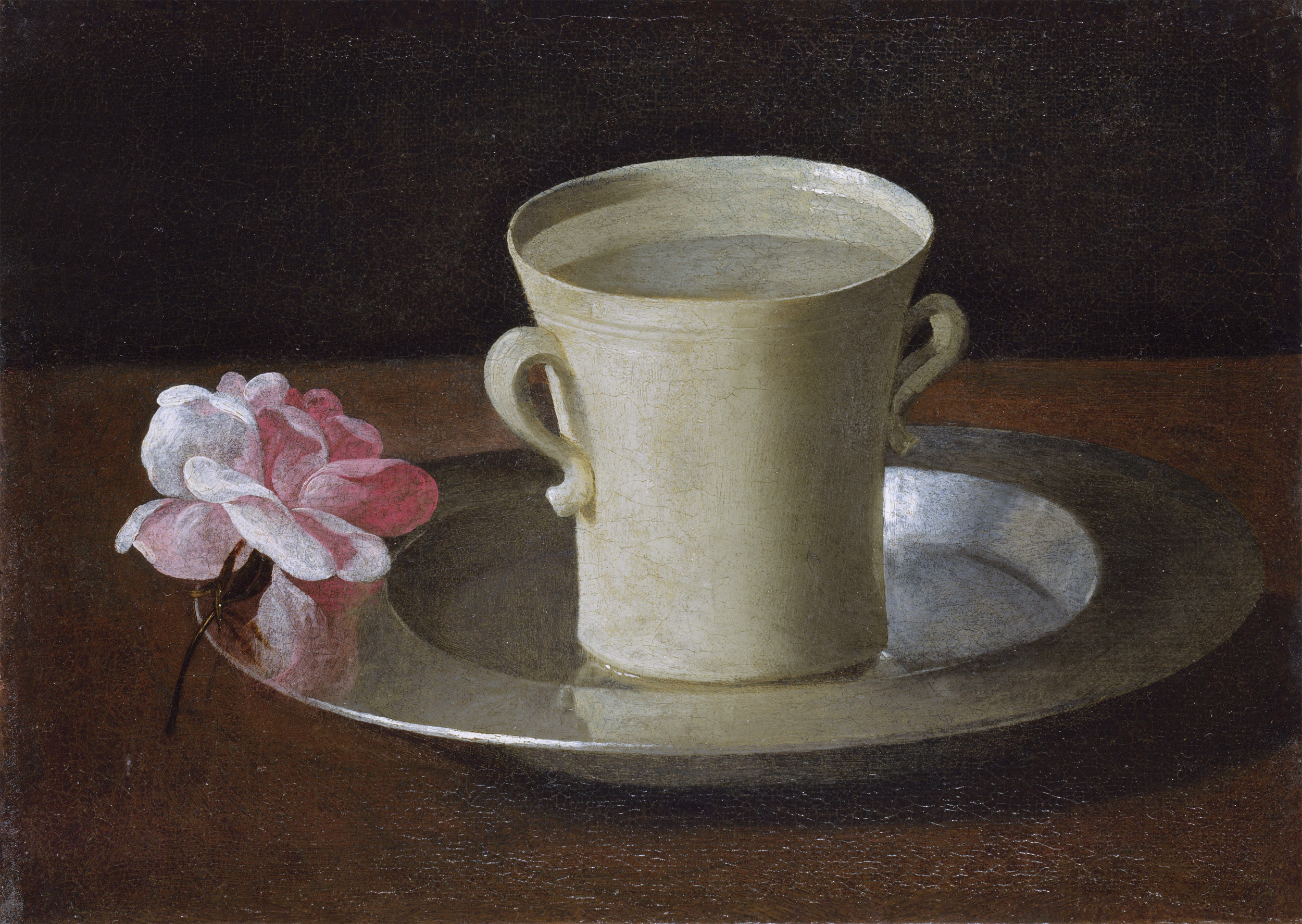
Francisco de Zurbarán: Eine Tasse Wasser und eine Rose auf einem Silberteller, um 1630

2002 wurde er von Miguel Zugaza als künstlerischer Direktor an das Museo del Prado in Madrid geholt. Er verantwortete dort die Fortsetzung der Umbaumaßnahmen des Museums und betreute als Kurator mehrere Ausstellungen und die dazu verfassten Ausstellungskataloge. Finaldi hat eine große Anzahl Aufsätze in Fachzeitschriften veröffentlicht.
Finaldi löste im August 2015 Nicholas Penny als Direktor der National Gallery in London ab. Zu Beginn des Jahres 2025 wurde er als Knight Bachelor in den Adelsstand erhoben.

## Ausstellungskataloge, Schriften (Auswahl)
- The image of Philip IV of Spain. Magisterarbeit, Courtauld Institute of Art, 1989
- Aspects of the life and work of Jusepe de Ribera (1591–1652). Dissertation, University of London, 1995
- Discovering the Italian Baroque: The Denis Mahon Collection. London : National Gallery 1997
- (Hrsg.), mit Susanna Avery-Quash u. a.: The image of Christ. London : National Gallery 2000
- mit Amedeo de Franchis, Delfín Rodríguez, Massimo Listri: L’Ambasciata d'Italia in Spagna. La Embajada de Italia en España. FMR, 2005